# Colis piégé

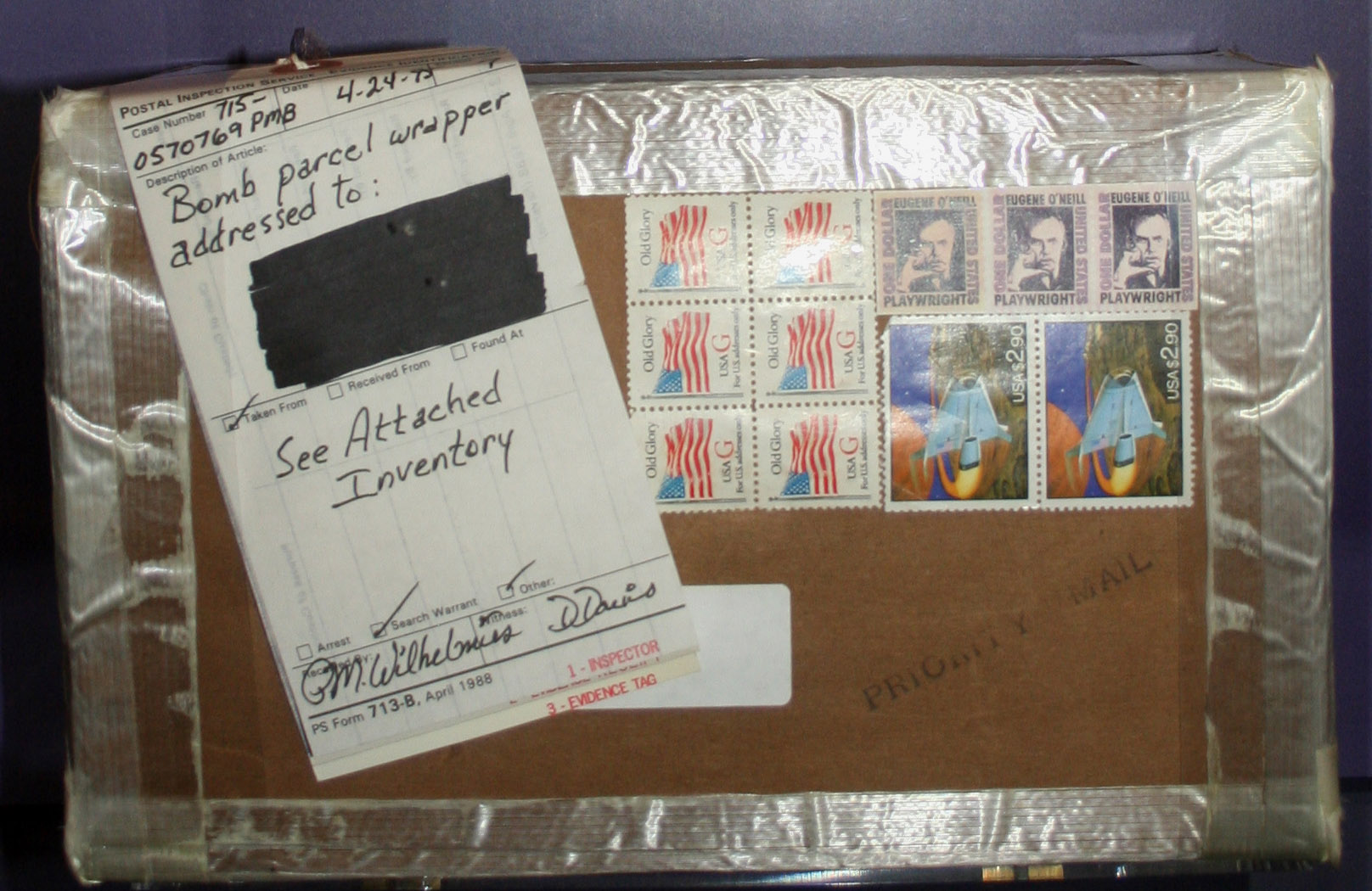
Une lettre piégée exposée au National Postal Museum de Washington.

Un colis piégé est un engin explosif envoyé par voie postale, qui vise à blesser ou à tuer le destinataire lorsqu'il ouvre le colis.

## Concept
Le colis piégé a pour objectif de déclencher une explosion dès lors qu'il est ouvert.
Les colis piégés font partie des objets qui ne peuvent faire l'objet de brevets dans l'Union européenne.

## Histoire
Le premier colis piégé attesté a été créé au XVIIe siècle en Italie. Il est désarmé avant d'exploser. Il avait été envoyé par un vieillard de la ville qui voulait protester contre la précarité des habitants locaux.
Le premier colis piégé célèbre est découvert le 4 novembre 1712 lorsqu'il est reçu par Robert Harley, une personnalité politique britannique importante de l'époque. Le colis contenait un pistolet chargé qui s'activerait dès que le couvercle du colis serait ouvert. La catastrophe est évitée grâce à Jonathan Swift, qui remarque avant que le couvercle soit totalement retiré la ficelle qui le relie à l'arme à feu.
Les colis piégés sont régulièrement utilisés dans le cadre du terrorisme. Le groupe armée Euskadi ta Askatasuna envoie des colis piégés avant le jugement de ses membres arrêtés.